# Actualisme
L'actualisme est la focalisation sur ce qui est actuel. Conception selon laquelle on utilise le présent pour penser et expliquer le passé, c’est-à-dire partir du principe que les processus que j’observe dans le monde physique et social ont toujours été actifs dans le passé. 

## Philosophie
En philosophie, l'actualisme est l'opinion selon laquelle tout ce qui est est actuel, en acte.
L'idéalisme actuel, ou actualisme, notamment, est une philosophie développée par Giovanni Gentile.

## Géologie
En géologie, l'actualisme, appelé uniformitarisme, est le principe de base selon lequel les phénomènes du passé agissaient de la même façon que les phénomènes actuels.